# GrimE
GrimE (Grim Engine) ist eine Abenteuerspiel-Engine von LucasArts. Sie wurde erstmals beim Spiel Grim Fandango verwendet.
GrimE ist der Nachfolger von SCUMM. Die Engine nutzt statt einer eigenen die Skriptsprache Lua. Wie schon in SCUMM, werden auch in GrimE Spielfiguren und Objekte definiert, die miteinander auf vorgerenderten oder gezeichneten Hintergrundbildern interagieren. Der Hauptunterschied zu SCUMM liegt darin, dass in GrimE die für die Darstellung der Figuren bzw. deren Bewegungen zuständige Engine eine echte 3D-Engine ist; die Spielfiguren sind Ansammlungen von 3D-gerenderten Polygonen, und die Bewegungen werden in vollem 3D durch die Tastatur kontrolliert. Es gibt weitere, weniger offensichtliche Unterschiede; so ist z. B. die Art, wie Aktionen konzipiert werden, eine völlig andere und gestattet viel ausgeklügeltere Bewegungen und Aktionen der computergesteuerten Spielfiguren.
Nach Grim Fandango wurde eine leicht verbesserte GrimE-Engine in Flucht von Monkey Island eingesetzt, dem vierten Spiel aus der Monkey-Island-Reihe. In einem versteckten Gag des Spieles Flucht von Monkey Island weisen die Entwickler auf den Wechsel der Engine hin: mitten im Spiel wird die SCUMM-Bar in die LUA-Bar umbenannt.